# Delvinë (district)
Delvinë (Albanees: Rrethi i Delvinës) is een van de 36 districten van Albanië. Het heeft 11.000 inwoners (in 2004) waaronder een groter Griekse minderheid en een oppervlakte van 367 km². Het district ligt in het zuiden van het land in de prefectuur Vlorë. De hoofdstad is de stad Delvinë.

## Gemeenten
Delvinë telt vier gemeenten.
- Delvinë (stad)
- Finiq
- Mesopotam
- Vergo

## Bevolking
In de periode 1995-2001 had het district een vruchtbaarheidscijfer van 2,21 kinderen per vrouw, hetgeen lager was dan het nationale gemiddelde van 2,47 kinderen per vrouw.
Berat · Bulqizë · Delvinë · Devoll · Dibër · Durrës · Ëlbasan · Fier · Gjirokastër · Gramsh · Has · Kavajë · Kolonjë · Korçë · Krujë · Kuçovë · Kukës · Kurbin · Lezhë · Librazhd · Lushnjë · Malësi e Madhe · Mallakastër · Mat · Mirditë · Peqin · Përmet · Pogradec · Pukë · Sarandë · Skrapar · Shkodër · Tepelenë · Tirana · Tropojë · Vlorë